# Kavernenanlage Etzel

Übersichtskarte

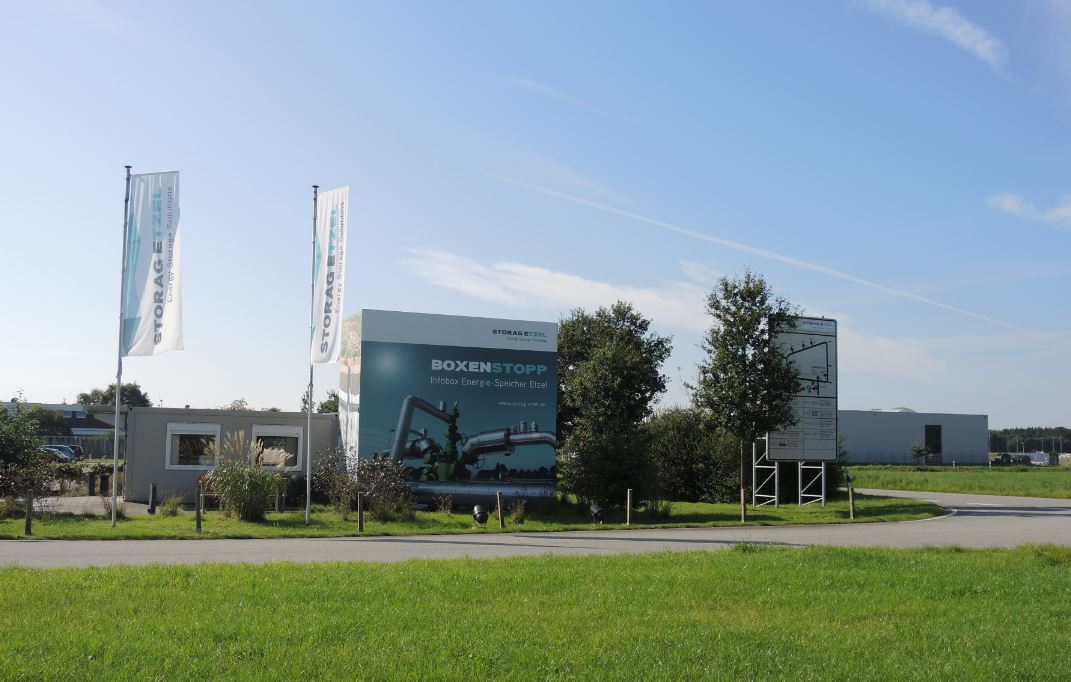
Kavernen-Infozentrum Etzel

Die Kavernenanlage Etzel ist ein südlich von Etzel in der ostfriesischen Gemeinde Friedeburg liegender Untergrundspeicher für Erdöl und Erdgas. Zur Speicherung werden Kavernen im Salzstock Etzel verwendet. 2012 waren auf der Kavernenanlage Etzel insgesamt 75 Kavernen in Betrieb mit einem Gesamtvolumen von 46 Millionen Kubikmetern. 2017 nutzte der Betreiber davon 51 zur Speicherung von Erdgas und 24 für Rohöl. Die Kavernengesellschaft Storag Etzel GmbH (ehemals IVG Caverns) ist zuständig für den Bau, den Betrieb und die Vermarktung der Kavernen. Hauptgesellschafterin ist die IVG.

## Lage und Anbindung
Die Kavernenanlage befindet sich unterhalb der Gemeinde Friedeburg zwischen den Ortschaften Etzel, Horsten und Marx. Die Anlage liegt rund 20 Kilometer südwestlich von Wilhelmshaven und ist über eine eigene Pipeline mit der Nord-West Oelleitung (NWO) verbunden. Weitere Pipelines binden die Kavernenanlage an das nordeuropäische Leitungsnetz an. Gas-Pipelines führen nach Emden und Dornum, wo der norwegische Energiekonzern Statoil Gas aus norwegischen Nordseefeldern anlandet. Bereits seit Mitte der 1980er Jahre lagert Statoil in Etzel Gas ein. Über die Pipeline NETRA ist der gesamte norddeutsche Raum an die Etzeler Kavernen angebunden. Über die 60 Kilometer lange Bunde-Etzel-Pipeline (BEP) ist die Kavernenanlage mit dem Gasleitungsknoten in Bunde/Oude Statenzijl und damit an den niederländischen Gasmarkt angebunden.

## Geologie
Im Bereich von Etzel befindet sich der Salzstock Etzel, eine spezielle Salzlagerstätte, die sich vor rund 240 Millionen Jahren gebildet hat. Der pilzförmige Salzstock ist rund 17 Kilometer lang und hat eine Breite von rund fünf Kilometer. Er ragt aus einer Tiefe von mehr als 4.000 Metern bis auf 750 Meter an die Erdoberfläche heran und besteht aus Salzgestein, das sich aufgrund seiner besonderen chemischen und physikalischen Eigenschaften nur mit Wasser auflösen lässt und aufgrund seiner Kristallstruktur fest und undurchlässig ist. Diese Materialeigenschaften macht man sich für die Lagerung von Erdöl und Erdgas zu Nutze.
Die Kavernen im Salzstock Etzel befinden sich in einer Tiefe von 900 bis 1700 Metern. Eine Kaverne ist rund 300 bis 500 Meter hoch und bis zu 60 Meter breit.

## Geschichte
Die Bundesrepublik Deutschland verpflichtete sich bereits 1970, also schon vor den Ölkrisen von 1973 und 1979 zur Anlage einer Bundesrohölreserve, um einen Mindestvorrat an Roherdöl zu speichern. Zu diesem Zweck wurde in Etzel 1971 der Kavernenbetrieb durch die IVG Industrieverwaltungsgesellschaft mbH aufgenommen. Ausschlaggebend für die Anlage des Kavernenspeichers in Etzel war neben den geologischen Voraussetzungen auch die Nähe zum deutschlandweit größten Ölimporthafen Wilhelmshaven. Die Tankerumschlaganlage der Nord-West-Oelleitung GmbH (NWO), an der das Öl angelandet wird, liegt weniger als 25 Kilometer entfernt und ist über Pipelines angebunden. Die Nähe zur Nordsee ermöglichte zudem die Nutzung des Seewassers, das für das Ausspülen (Solen) der Kavernen benötigt wurde. Ab 1973 wurden im Salzstock Etzel 33 Kavernen ausgespült und nach der Fertigstellung ab 1977 zur Lagerung von rund 10 Millionen Tonnen Rohöl genutzt. Das war ein großer Teil der strategischen Rohölreserve.
Von 1989 bis 1992 wurden neun Kavernen zur Gasspeicherung umgerüstet und 1993 als Gaslagerstätte für Erdgas in Betrieb genommen. Ab 1994 erfolgte der Bau von weiteren sieben Kavernen. 2005 übernahm die IVG Caverns GmbH die Anlagen vom Bund. Der Betreiber entwickelt und verwaltet die Anlagen, jedoch befindet sich die Mehrzahl der Anlagen im Besitz der großen deutschen Energiekonzerne oder ist von diesen gepachtet. Seit 2007 vollzieht sich die Entwicklung vom Rohölspeicher zu einem der größten Gasspeicherplätze weiter. Im Oktober 2010 genehmigte das Landesamt für Bergbau, Energie und Geologie (LBEG) die Erdgasspeicherstation Etzel III, die weitere 25 Salzkavernen nutzen darf.
Im Mai 2010 startete die IVG das Kaverneninformationszentrum Etzel mit Bürgertelefon und Internetauftritt. Im Dezember 2010 folgte die Eröffnung einer Infobox am Energiespeicher Etzel als Hauptbestandteil des Informationszentrums. Das Informationszentrum ist die Antwort der IVG auf die zunehmende Kritik in der Region über die Informationspolitik des Unternehmens und die Gründung einer Bürgerinitiative gegen die geplante Ausweitung der Kavernenanlage.
Im Oktober 2010 begann unter Leitung der Regierungsvertretung Oldenburg das Moderationsverfahren Leitbildentwicklung für die Kulturlandschaft Etzel. Mit dieser Initiative sollten Fragen rund um den landschaftlichen Zustand nach dem Abklingen der prognostizierten großräumigen Bodenabsenkung geklärt und Konzepte für verträgliche Lösungen erarbeitet werden.
Im Januar 2011 stellte der Betreiber IVG Caverns der Öffentlichkeit ein Gutachten zur Senkungsprognose des Kavernengeländes und der Umgebung vor. Laut der Prognose der Bundesanstalt für Geowissenschaften und Rohstoffe (BGR) wird sich die prognostizierte Bodenabsenkung auf das nahe Umfeld des Kavernenfeldes beschränken und im Zentrum 1,01 Meter bis 1,47 Meter betragen. Die BGR berücksichtigte für ihr Gutachten Messwerte im Rahmen von Höhenbeobachtungen, die seit 1973 jährlich durch einen unabhängigen Sachverständigen im Auftrag der IVG durchgeführt wurden. Bei der Prognose ging man vom Betrieb von 40 Bestandskavernen und weiteren 30 Kavernen, also insgesamt 70 Kavernen bis in das Jahr 2044 aus.
Im Januar 2012 präsentierte die Bundesanstalt für Geowissenschaften und Rohstoffe (BGR) eine erweiterte Senkungsprognose, die Berechnungen für den geplanten Endausbau von 144 Kavernen bis zum Jahr 2060 enthielt. Basierend auf den Berechnungen des BGR ergeben sich zu erwartende Senkungen im Muldentiefsten von maximal 2,3 Meter. Ohne entsprechende entwässerungsbauliche Gegenmaßnahmen wird sich im Zentrum des Senkungsgebietes ein großer See bilden.
Anfang 2012 waren auf der Kavernenanlage Etzel insgesamt 52 Kavernen in Betrieb. Davon wurden 29 für die Erdgasspeicherung und 23 für Rohölspeicherung genutzt. Insgesamt sind 99 Kavernen durch das Landesamt für Bergbau, Energie und Geologie genehmigt. Der Betreiber IVG Caverns bereitet derzeit einen Antrag vor, um weitere 45 Kavernen erstellen zu können. Im Endausbau besitzt die Anlage dann 144 Kavernen.
Im Juli 2012 wurde das Moderationsverfahren Leitbildentwicklung für die Kulturlandschaft Etzel mit einer Abschlusspräsentation in der Kreisstadt Wittmund abgeschlossen. Als vorläufiges Arbeitsergebnis entstand eine Informationsbroschüre, die an alle Haushalte in der Gemeinde Friedeburg sowie in den Sander Ortsteilen Altgödens, Dykhausen und Neustadtgödens versendet wurde. Das rechtlich unverbindliche Ergebnis des Leitbilds wird Teil der Umweltverträglichkeitsstudie des Planfeststellungsverfahrens für den geplanten Bau weiterer 45 Kavernen.
Am 27. September 2012 erfolgte auf dem Kavernengelände die Einweihung der seit Dezember 2009 gebauten Obertageanlage der Speicherbetriebsgesellschaft „Crystal“. Die Anlage ist an vier der insgesamt 52 genutzten Kavernen angeschlossen. Die Erstbefüllung der langfristig von der IVG Caverns gepachteten Kavernen erfolgte im Mai 2011, der kommerzielle Testbetrieb begann ab Juli 2012. Die Anlage soll saisonale Verbrauchsschwankungen kompensieren und dient so der Versorgungssicherheit.
Seit dem Bekanntwerden der Bodenabsenkungsprognosen im Raum Etzel wurden die Pläne der IVG Caverns zum weiteren Ausbau der Anlage von der Bevölkerung kritischer als bislang gesehen. Aufgrund von Unstimmigkeiten verabschiedete der Gemeinderat deshalb im Oktober 2011 eine Resolution, in der der Gemeinderat an die IVG appellierte, keine weiteren Kavernen zu bohren oder zu solen, bis die Bodenabsenkungen und die Frage der Endverwahrung der Kavernen abschließend geklärt seien. An das Landesbergamt (LBEG) wurde zudem der Appell gerichtet, die Forderungen der Gemeinde Friedeburg zu berücksichtigen und die bereits genehmigten Bohr- und Solepläne für noch nicht begonnene, aber bereits genehmigte Kavernen auszusetzen. Weiter werden die Bundesregierung und die dem Bundestag angehörenden Fraktionen aufgefordert, das für den Kavernenbau geltende Bundesberggesetz (BBergG) von 1980, insbesondere im Bereich des Schadensrechts zu ändern.
Im August 2013 wurde bekannt, dass die IVG, das Mutterunternehmen der IVG Caverns, in ein insolvenzrechtliches Verfahren eintreten musste. Die Auswirkungen des Insolvenzverfahrens auf die Tochter IVG Caverns waren unklar. Im November 2013 mündete das Schutzschirmverfahren in eine Insolvenz in Eigenverwaltung.
Anfang 2016 wurde der Geschäftssitz der IVG Caverns in die Gemeinde Friedeburg verlegt. 
Im Juli 2016 entließ die IVG ihr Tochterunternehmen unter dem neuen Namen Storag Etzel GmbH in die unternehmerische Eigenständigkeit. Die IVG blieb jedoch Hauptgesellschafterin der Kavernengesellschaft.
Ende Januar 2019 hat die Gesellschaft beim Niedersächsischen Landesamt für Bergbau, Energie und Geologie einen Rahmenbetriebsplan zur Prüfung und Zulassung vorgelegt. Er soll unter anderem Klarheit bringen über die langfristig zu erwartenden Senkungen und die Auswirkungen auf das Kavernenfeld mit möglichen Folgen für Menschen, Gebäude, Grundwasser, Natur und Landschaft. Außerdem soll er Maßnahmen aufzeigen, wie nachteilige Einwirkungen vermieden oder zumindest minimiert werden können und wie ein mögliches Konzept zur sicheren Verwahrung der Kavernen nach Beendigung des Betriebs aussehen kann.
Im Jahr 2022 wurde bekannt, dass durch den Neubau einer 26,3 km langen Gasversorgungsleitung mit bis zu 100 bar Betriebsdruck das in Wilhelmshaven geplante Terminal für Flüssigerdgas (LNG) an die Kavernenanlage Etzel angebunden werden soll.  Die sogenannte Wilhelmshaven-Anschluss-Leitung wurde im Dezember 2022 fertiggestellt.

## Zwischenfälle
Im November 2013 wurde durch eine nicht vollständig verschlossene Armatur oberhalb der Erdölspeicher ein Ölunfall ausgelöst, bei dem rund 40.000 Liter Rohöl in umliegende Gewässer gelangte. Vor allem das angrenzende Friedeburger Tief war betroffen. Das Landesamt für Bergbau, Energie und Geologie (LBEG) teilte mit, dass das Ausmaß möglicher Umweltschäden noch unklar sei. Die Staatsanwaltschaft Aurich nahm Ermittlungen auf.

## Ansässige Unternehmen
Auf dem Kavernengelände sind fünf Betreibergesellschaften aktiv. Die Friedeburger Speicherbetriebsgesellschaft mbH Crystal ist ein Gemeinschaftsunternehmen von EnBW Energie Baden-Württemberg und Électricité de France. Die Etzel-Kavernenbetriebsgesellschaft mbH & Co. KG (VIKING) wird gebildet aus BP, Dong Energy und Gazprom. Die ESE Erdgas-Speicher-Etzel GmbH ist ein Gemeinschaftsunternehmen von E.ON (E.on Gas Storage), OMV und Verbundnetz Gas. Weitere Betreibergesellschaften sind die Storag Etzel Service GmbH als Betreiber der Gaskavernen sowie die Etzel Gas-Lager GmbH & Co. KG (EGL).

## Kritik
Gegen den geplanten weiteren Ausbau der Kavernenlage Etzel regt sich unter den Anwohnern der Region zunehmend Widerstand. Anfang 2010 wurde die Bürgerinitiative „Lebensqualität Horsten-Etzel-Marx“ gebildet, die die Ausweitung des Kavernengebiets stoppen möchte, die Bevölkerung über mögliche Gefahren und Risiken informiert und die Einhaltung bestehender gesetzlicher oder anderer Umweltvorgaben und Richtlinien fordert. Insbesondere die Prognose, dass es alleine für die bereits genehmigten 99 Kavernen bis ins Jahr 2060 zu einer Bodenabsenkung von 2,3 Meter im Mittelpunkt kommen wird, hat bei vielen Anwohnern für Aufregung gesorgt. Durch die prognostizierte großräumige Bodenabsenkung wird es in diesem Bereich zu Vernässungen kommen, die ggf. nur durch Schöpfwerke zu beheben sind. Kritisch wird in diesem Zusammenhang auch die Frage der Beweisbarkeit von möglichen Gebäudeschäden durch die prognostizierte Bodenabsenkung gesehen, da für den Bereich des Kavernenbaus im Gegensatz zum Bergbau noch keine Beweislastumkehr gilt. Demnach hat also der Geschädigte zu beweisen, dass die eingetretenen Schäden durch den Kavernenbau verursacht wurden.